# Général Toufik
Mohamed Lamine Mediène dit général Toufik, né en 1941  à la Casbah d'Alger, est un général algérien et une personnalité du monde du renseignement.
Patron du Département du renseignement et de la sécurité (DRS) de 1990 à 2015, il est le haut-gradé algérien qui est resté le plus longtemps à son poste et ayant exercé sa fonction sous cinq présidents. 
Réputé très influent, considéré par certains observateurs comme le véritable chef du régime algérien, il est officiellement démis de ses fonctions par la présidence de la République le 13 septembre 2015 et remplacé par le général Athmane Tartag.

## Biographie

### Enfance
Il grandit à Bologhine dans le quartier de Bab El Oued, il fréquentait alors le lycée Guillemin (actuellement Okba Ibn Nafaâ) de Bab el Oued, les scouts musulmans algériens et était membre du club algérois de la Mouloudia historique.

### Ses débuts
Enfant du MALG et de l'ALN, d'abord militant très jeune dans le PPA et le MTLD avant de rejoindre les rangs de la Zone autonome d'Alger (ZAA) en 1957 durant la Bataille d'Alger, il est recruté par Abderrahmane Taleb, l'artificier du réseau bombes de la ZAA. Sa mission est de surveiller tous les mouvements des policiers français, leurs commissaires et quotidiennement, chaque soir à Saint-Eugène, le jeune Mohamed faisait un compte rendu aux responsables clandestins de la ZAA.
En 1961, il rejoint l'Armée de libération nationale (ALN) dans l'Est algérien, quelques mois avant la fin de la guerre. Il reçoit sa première formation d'agent de renseignements au MALG, l'ancêtre de la Sécurité militaire (SM). En 1962, il effectue un stage dans l'artillerie en Jordanie, puis suit deux formations à Cuba et en Yougoslavie avant de s'envoler pour l'Union soviétique pour suivre une formation au sein du KGB, dans une promotion d'agents de renseignements formés au KGB connue sous le nom de « Promotion tapis rouge ».

### Carrière
De retour en Algérie, il est affecté avec le grade de lieutenant à la frontière algéro-marocaine, directeur régional de la sécurité militaire (DRSM2), à la deuxième région militaire dirigée alors par le colonel Chadli Bendjedid et son chef d'état-major, le capitaine Larbi Belkheir. En 1978, homme de confiance de Chadli, il est promu au rang de capitaine et officier de sécurité de cette zone frontalière et réintègre peu après la direction centrale de la Sécurité militaire. Il prend la tête de la sous-direction de la sécurité de l'armée sous le commandement du général Lakehal Ayat, directeur central de la SM. En 1983, il est affecté à Tripoli (Libye) en tant qu'attaché militaire à l'ambassade d'Algérie à Tripoli.
Le 19 juin 1987, il est nommé chef du Département des affaires de défense et de sécurité (DADS) à la présidence de la République, où Larbi Belkheir exerce la fonction de directeur de cabinet du président Chadli Bendjedid, Toufik coordonne ainsi tous les services de sécurité du pays (police, gendarmerie et sécurité militaire). 
Le 5 décembre 1988 devenu colonel, le président Chadli le nomme par décret directeur central de la sécurité de l'armée (DCSA) 
, remplaçant le général Betchine, et à la suite de la démission de ce dernier en octobre 1990, il prend la tête du Département du Renseignement et de la sécurité (DRS), institution succédant à la Sécurité Militaire dissoute en 1989 par le président Chadli Bendjedid. Sous le nouveau ministre de la Défense nationale Khaled Nezzar, il devient général avec plus de prérogatives que son prédécesseur. 

### L'arrêt du processus électoral de 1992
En 1992, bien que discret, il participe dans l'ombre aux prises de décisions. À la suite des événements qui secouent l'Algérie depuis les événements d'octobre 1988 avec la montée islamiste, le rôle des services de sécurité s'accroît. Par ailleurs, le DRS qui avait déjà prévenu la classe politique du danger, commence à préparer un probable conflit opposant les islamistes au régime, surtout après la démission du président Chadli Bendjedid suivie par l'arrêt du processus électoral des élections législatives de 1991 gagnées par le Front islamique du salut (FIS) d'Abassi Madani et Ali Belhadj (l'armée algérienne avait déclaré ne pas reconnaître le FIS comme étant un Parti politique, mais un Parti religieux), ce qui marque le début de la guerre civile algérienne et du terrorisme islamiste. À partir de ces événements, un Haut Comité d'État est instauré pour diriger le pays et l'état de siège est déclaré pour faire régner l'ordre. Plusieurs appellations seront attribuées par les médias aux généraux et aux politiciens qui ont soutenu les actions de l'armée comme les « janviéristes » et le clan des « éradicateurs »). 
Le général Toufik va organiser la gestion de la crise, car les islamistes menaçaient le régime de la « guerre sainte » pour avoir annulé le deuxième tour, notamment les déclarations d'Ali Belhadj lors de la conférence de presse tenue juste après et des slogans hostiles à la démocratie « soit par l’urne, soit par l'arme » et « pas de Charte, pas de constitution ». Cette « guerre sainte » va toucher toute la société algérienne par la suite, surtout après l'apparition du Groupe islamique armé (GIA). Les forces de sécurité commencent alors à effectuer des arrestations massives et des déportations d'islamistes dans des prisons au Sahara .

### Assassinat de Boudiaf
En juin 1992, un sous-lieutenant du Groupement d'intervention spécial (GIS), Lambarek Boumaarafi, formé par l'Armée nationale populaire, assassine le président Boudiaf qu'il accuse d’être un obstacle à l'instauration d'un État islamique en Algérie. L'assassinat de cette grande figure de la guerre d'indépendance est considéré comme un échec du DRS censé assurer la protection du président et marque le début des attaques contre des personnalités civiles servant l'État, des syndicalistes ainsi que des intellectuels des autres courants politiques et même des journalistes, des artistes et des enseignants jugés comme étant des agents de l'Occident et des ennemis d'Allah pour avoir exprimé leurs avis ou simplement enseigné une langue étrangère.

### Les groupes armés et l'apparition du GIA
Au début de l'année 1994, le terrorisme touche désormais toute la société algérienne. Les groupes armés, qui n'ont pas réussi à s'unifier sous une seule bannière surtout avec l'arrestation des leaders du FIS, multiplient les attaques contre les services de sécurité et la population civile, jusqu’à l'apparition d'un groupe très radical et sanguinaire prônant une doctrine de « pas de dialogue, pas de trêve », le Groupe islamique armé (GIA). Ce groupe va commettre de nombreux crimes et attentats contre les Algériens, et aussi contre la France, comme l'assassinat de cinq Français à Alger en août 1994, le détournement d’un Airbus d'Air France en décembre 1994, les attentats de Paris à l'été 1995 et l'enlèvement et l'assassinat des moines de Tibhirine. Il échappe à tout contrôle et sombre dans une violence inouïe. 
Le DRS du général Toufik joua un rôle clé dans l'infiltration et la manipulation de ces groupes afin de les détourner de leurs actions. Plusieurs agents des services secrets ont infiltré les groupes terroristes pour avoir des informations sur l'emplacement des maquis, le type des opérations menées et les effectifs, dans le but d'agir sur la base d'informations fiables et de les démanteler par l'affaiblissement de leur pouvoir d'agir.
Dans le même contexte, le DRS tente de trouver une issue pacifique au conflit. Entre 1994 et 1996, le général Smain Lamari ouvre les voix du dialogue avec l'Armée islamique du salut (AIS) l'aile armée du FIS (ce groupe est moins radical que le GIA et cherche l'arrêt de l'effusion de sang). Accompagné par le colonel Ayoub (natif de Jijel, ce colonel sera envoyé comme attaché militaire à l'ambassade d'Algérie à Tripoli, avant d'être nommé général), Smain Lamari rencontre dans le secret l'émir de l'AIS Madani Mezraq dans les maquis de Jijel, pour négocier le dépôt des armes des islamistes et un retour à la vie normale. Ces négociations vont porter leur fruit, puisqu'elles vont déboucher sur la reddition inconditionnelle des maquisards de l'AIS.
Entre 1994 et 1998, le général Toufik soutient toutes les tentatives de paix du président Zéroual pour amorcer un dialogue politique avec les dirigeants du FIS et la politique de la concorde civile lancée par le président Zéroual.
En 1997, Zéroual fait libérer de prison Abassi Madani et Ali Belhadj dans l'espoir de les réintégrer sur la scène politique algérienne, et de cesser l'effusion de sang des innocents. Mais de nouveau, des massacres de civils surviennent dans la banlieue islamiste d'Alger, notamment à Beni Messous (80 morts) en septembre 1997, Rais (300 morts) et Bentalha (400 morts) en septembre 1997, revendiqués par le nouveau chef du GIA Antar Zouabri.

### 11 septembre: quand Toufik prévient les Américains
Le patron du DRS avait des liens étroits avec ses homologues du service de renseignements américains, il a été déjà reçu au Pentagone et au siège de la CIA. Quelques jours avant les attentats du 11 septembre 2001, il se rend en mission confidentielle aux États-Unis, avec ses interlocuteurs américains il évoque une attaque imminente de grande ampleur contre les États-Unis sur la foi d’un mémo secret envoyé le 6 septembre 2001 par Smaïn Lamari, le numéro deux du DRS à l'époque. Le jour même quelques heures après les attentats, seuls deux avions civils seront autorisés à décoller : celui qui transportait des membres de la famille royale saoudienne et des proches de Ben Laden, et celui qui ramenait le général Toufik à Alger.

### L’arrivée au pouvoir de Abdelaziz Bouteflika
L’arrivée du président Abdelaziz Bouteflika n'apporte pas de changement au niveau de la direction du DRS. Durant toute la présidence de Bouteflika, le général Toufik restera le chef incontesté des services secrets. 
Le DRS, comme par ailleurs toute l'Algérie, connaît sous la présidence d'Abdelaziz Bouteflika des changements, pour moderniser ses structures et perfectionner ses effectifs. À la suite de l'expérience des années du terrorisme, le rôle des services secrets va augmenter jusqu'à devenir incontournable afin de détecter les dangers et d'éviter des scénarios sanguinaires au niveau national et international. En plus de la défense des intérêts nationaux, ce département se voit confier de nouvelles missions, comme la lutte contre la contrebande et la surveillance de l'immigration clandestine dans le grand Sahara pour couper le financement des réseaux terroristes. Le général Toufik est le premier responsable des réformes que connaîtra le DRS. 
Cette période est marquée par la baisse des activités terroristes à tous les niveaux. Le DRS réussit à déjouer plusieurs attentats terroristes et à démanteler le reste des groupes armés, car la majorité des terroristes ont été tués dans les combats ou ont choisi de déposer les armes, bénéficiant de la loi de la concorde civile et par la suite la charte de paix et de la réconciliation nationale (certains membres refusent la réconciliation nationale et créent des groupuscules terroristes comme le Groupe salafiste pour la prédication et le combat (GSPC) ou le futur Al-Qaida au Maghreb islamique (AQMI), qui vont continuer les actes terroristes mais ne seront pas aussi dangereux que leurs prédécesseurs).

### Réformes de 2013
En 2013, le président Bouteflika décide de nouvelles réformes dans ce département. Il retire certaines prérogatives qu'il confie à d'autres départements ministériels :
- la DSI Direction de la sécurité intérieure, considérée comme la colonne vertébrale du DRS, est mise sous la tutelle du ministère de l’Intérieur et non plus sous celle du ministère de la Défense. Ses services d'écoutes téléphoniques sont rattachés à l’état-major de l’ANP dirigé par le général Ahmed Gaïd Salah un proche du président de la République qu'il a nommé à ce poste en septembre 2013 ;

- la DDSE Direction de la documentation et de la sécurité extérieure, elle dépend à l'avenir directement de la présidence de la République ;

- la DCSA Direction centrale de la sécurité de l'armée, actuellement Direction, est structurée en Département, elle devient soit Département du renseignement de l’armée ou Département central de la sécurité militaire ;

- le GIS Groupement d'intervention spécial, chargé de la lutte antiterroriste par ses brigades d'intervention et de la protection des hautes personnalités, sera bientôt indépendant du DRS.

Alors qu'après ces problèmes médicaux, les observateurs politiques tablent que le président Bouteflika quittera le pouvoir au terme de son mandat, la perspective qu'il se représente à l'élection présidentielle de 2014 refait surface, alors que, début septembre, il entreprend un remaniement ministériel au bénéfice du clan présidentiel et démantèle le DRS, en lui retirant plusieurs secteurs stratégiques (information, communication, sécurité de l'armée et certains pouvoirs de police judiciaire), alors que la lutte des clans se joue aussi sur le terrain de la corruption qui mine le pays.

### Premières critiques officielles
Présenté durant des années comme « le plus loyal et le plus fidèle » de tous les généraux au président Bouteflika, la relation entre les deux hommes va se détériorer à partir de 2014. 
Dans un entretien accordé au site électronique TSA, le 3 février 2014, Amar Saïdani secrétaire général du Front de libération national (FLN), le parti au pouvoir, s'en est pris nommément au général « Toufik » dont on ne prononçait le nom qu'avec précaution, il y a peu encore, il l'accuse d'être inamovible et d'être derrière les tentatives de déstabilisation qui visent le parti et son premier responsable. « Plusieurs partis ont été victimes des interférences de la sécurité intérieure (du DRS). C’est le cas du FLN, du parti d'Abdallah Djaballah, du FFS. Cela se fait toujours sous les ordres de Toufik. C’est une réalité. Dans mon pays le wali [préfet], les chefs d'entreprise sont contrôlés par des colonels. Je ne comprends pas pourquoi les téléphones sont mis sous écoutes, alors que seul juge qui est en droit d'ordonner ça » a tonné Saïdani, avant de lancer des lourdes accusations : Ce département « avait failli dans la protection et la sécurité du président Boudiaf. Il n’a pas su protéger Abdelhak Benhamouda, ni les moines de Tibhirine, ni les bases de pétrole dans le sud, ni les employés des Nations unies en Algérie, ni le Palais du gouvernement. Cette direction n’a pas su bien protéger le président à Batna où il avait été la cible d’une tentative d’assassinat. À mon avis, Toufik aurait dû démissionner après ces échecs! », a ajouté le chef de file du FLN.
Ces déclarations ont provoqué un tollé au sein de la classe politique, plusieurs personnalités politiques et militaires dénoncent par journaux interposés le « clan Bouteflika » qui est derrière la sortie médiatique de Saâdani et l'accusent de vouloir affaiblir le DRS. Une violente contre-attaque survient alors par l'intermédiaire du journaliste Hicham Aboud, ancien capitaine du DRS, qui accuse Saïd Bouteflika de corruption massive et de trafic de drogue, attaque analysée par la presse comme un élément de la guerre politique que se livrent les pro et anti-Bouteflika.
Le président de la République Bouteflika réagit le 18 février 2014, en dénonçant les propos de Saïdani, « des tentatives de déstabilisation visant la présidence, l'armée et les services de renseignement qui font croire que l'institution militaire est en proie à des luttes intestines ». « Le DRS, en tant que partie intégrante de l'Armée nationale populaire, doit continuer à exécuter ses missions et attributions. Nul n'est en droit, quelles que soient ses responsabilités, de se placer au-dessus des dispositions de la Constitution et des lois de la République », a ajouté le chef de l'État. « Ces quelques rappels ont pour objectif de réaffirmer clairement que, contrairement aux allégations et aux spéculations rapportées par voie de presse au préjudice de la stabilité de l'État et de l'ANP, le DRS reste pleinement mobilisé pour la bonne exécution des missions qui lui incombent, à l'instar des autres composantes de l'ANP », a-t-il encore dit.

### Lutte contre la corruption
Le Général Toufik compte également à son actif un engagement particulier dans la lutte contre une problématique qui a su s'encrer dans l'histoire du pays: la corruption institutionnelle. Des affaires houleuses sur lesquelles ses avocats ont souhaité s'exprimer. En effet, au lendemain de la guerre d'indépendance, l'Algérie est un pays jeune, libéré par l'armée qui tente d'être reconstruit par un pool d'hommes qualifiés. Néanmoins, un tel monopole du pouvoir implique un roulement des mêmes personnalités aux commandes, engendrant le développement en serre de la corruption. Un mal qui fit rage et que les chiffres soutiennent puisque le 7 octobre 2003, l'Algérie se plaçait à la 88e place de Transparency International. 
Les faits les plus marquants sur la question datent de 2009, le DRS aux mains de Mohamed Médiène produit un "rapport d'enquêtes préliminaires sur des soupçons de corruption" dirigés contre le ministre de l'Énergie Chakib Khelil. L'objet principal du rapport présentait le groupe pétrolier Sonatrach qui aurait accorder des contrats à des compagnies étrangères. Des preuves accablantes y sont adjointes, présentant des virements au bénéfice du ministre  sur plusieurs comptes bancaires à l'étranger. Un des scandales financanciers les plus célèbres en Algérie a également été dénoncé par le général et ses équipes, c'est l'affaire Khalifa. Rafik Khalifa homme d'affaires à la tête de la banque privée Khalifa Bank, est accusé de transferts de capitaux du groupe vers l'étranger. Le 11 novembre 2020, sa peine 18 années de prison ferme est confirmée par la cour de cassation. 
Conjointement, des investigations sont également menées par les services secrets à l'encontre du ministre des Travaux publics, Amar Ghoul. Celui-ci soupçonné de toucher des commissions de firmes chinoises et japonaises mandatés pour la réalisation du projet de construction de l'autoroute Est-Ouest pour 11,2 milliards de dollars. En mai 2010, Chakib Khelil est relevé de ses fonctions, tandis que Amar Ghoul reste en poste.
Par ailleurs, le général de corps d'armée Mohamed Médiène dit Toufik incarcéré à la prison militaire de Blida déclare lors de son procès le 23 septembre 2019 face au tribunal militaire de Blida: "J’ai lancé de multiples enquêtes sur de graves dossiers de corruption et de détournement, dès que j’ai constaté avec mes services le développement considérable de la corruption au sein de nos jeunes organisations financières et industrielles, les dégénérant et les tuant dans l’œuf, atteignant l’ensemble des secteurs de la vie nationale économique et sociale.". Des affirmations qui viennent s'ajouter à de nombreux témoignages étoffant le dossier devenu incontestable de la corruption en Algérie et de ses commanditaires, responsables du secret et de l'injustice dont le pays continue à pâtir.

### Mise à la retraite
Réputé très influent, et bien qu'il ait pu avoir été considéré comme le véritable chef du régime algérien,, le président Bouteflika, dont il n'a que mollement soutenu le quatrième mandat, met fin à ses fonctions le 13 septembre 2015. Il est remplacé par le général Athmane Tartag dit « Bachir », conseiller en sécurité de Bouteflika, qui a longtemps été le no 2 du DRS.

### Sortie médiatique à propos de l'affaire du général Hassan
Pour la première fois de l’histoire de l’Algérie, un chef des services de renseignements fraîchement mis à la retraite s’exprime sur la scène publique et médiatique en son nom.
Le 4 décembre 2015, le général Toufik adresse une lettre à plusieurs médias algériensdont les quotidiens El Watan, El Khabar, Le Soir d'Algérie et le  site web d'information TSA. Dans sa déclaration, la première pour cet homme qui a longtemps cultivé le mystère, il exprime sa colère et sa consternation à propos de la condamnation à une peine de cinq années de prison ferme dont avait fait l’objet son collègue, Abdelkader Aït Ouarabi alias général Hassan, ancien chef du Service de coopération opérationnelle et de renseignement antiterroriste (Scorat). Toufik s’est dit « consterné » par le verdict prononcé par le Tribunal militaire d’Oran le 26 novembre 2015. 
Il explique dans cette lettre que : « le général Hassan était le chef d’un service érigé par le décret agissant sous l’autorité de mon département à ce titre il était chargé d’une mission prioritaire avec des prérogatives lui permettant de mener des opérations avec les objectifs fixés. Les activités de son service étaient suivies régulièrement dans le cadre réglementaire ». 
Au sujet de l’opération qui a valu au général Hassan l’accusation d’« infraction aux consignes générales», il affirme que l’ancien chef du Scorat a « traité le dossier dans le respect des normes et en rendant compte aux moments opportuns ».
Toufik estime « urgent » de « réparer une injustice qui touche un officier qui a servi le pays avec passion et de laver l’honneur des hommes qui, tout comme lui, se sont entièrement dévoués à la défense de l’Algérie ».
« J’ose espérer que mon intrusion médiatique, même si elle constitue un précédent, ne suscite pas de commentaires qui risquent de la dévoyer et de la détourner du but recherché », conclut le général Toufik.

### Emprisonnement

#### Détention provisoire
Le 27 mars 2019, dans le contexte du Hirak, Saïd Bouteflika, Athmane Tartag, Mohamed Mediène et Louisa Hanoune se réunissent dans une résidence militaire pour décider du renvoi du chef de l'armée, Ahmed Gaïd Salah, et le maintien de Bouteflika en échange de la nomination d'un nouveau Premier ministre chargé de mettre en place la transition promise mi-mars. Après avoir hésité sur le nom du Premier ministre, ils choisissent l'ancien président de la République Liamine Zéroual, qui décline après avoir accepté, invoquant des raisons de santé et le refus du plan par les manifestants.
Le 4 mai, il est arrêté puis placé en détention provisoire pour « atteinte à l'autorité de l'Armée » et « complot contre l'autorité de l'État », en même temps que son successeur Athmane Tartag et de Saïd Bouteflika,.

#### Procès au tribunal militaire de Blida
Le procès a lieu le 23 septembre. Mohamed Mediène a été jugé en compagnie d'autres accusés, notamment Saïd Bouteflika, frère de l'ex-président algérien Abdelaziz Bouteflika, Louisa Hanoune, secrétaire général du Parti des travailleurs, et de Athmane Tartag, ancien coordinateur des services de sécurité (CSS).
Lors du procès, les avocats de la défense ont demandé le report de la session, mettant en avant l'état de santé détérioré de l'accusé, ainsi que de Louisa Hanoune. La demande a été refusée. Lors du deuxième jour du procès, le procureur général du tribunal militaire de Blida a requis une peine de prison de 20 ans à l'encontre de tous les accusés.
Au troisième jour, le juge a prononcé une peine de 15 ans de prison à l'encontre de Mohamed Mediène, pour « complot avec des réunions » visant à « porter atteinte à l'autorité de l'État et de l'Armée ».
Le 26 septembre, il fait appel du verdict. Le procès en appel de Mohamed Mediène, Athmane Tartag, Louisa Hanoune et Saïd Bouteflika se tient devant la cour d'appel militaire de Blida à partir du 9 février 2020. Sa peine de 15 ans de prison est confirmée.
Le 2 janvier 2021, après un pourvoi en cassation, il est acquitté par la Cour d'appel militaire de Blida.